# Ariane Burri
Ariane Burri (* 14. April 2000) ist eine Schweizer Snowboarderin. Sie startet in den Disziplinen Slopestyle und Big Air.

## Werdegang
Burri begann im Alter von neun Jahren mit dem Snowboarden und trat international erstmals bei den Juniorenweltmeisterschaften 2015 in Yabuli in Erscheinung. Dort belegte sie den 19. Platz in der Halfpipe und den 16. Rang im Slopestyle. Im April 2015 startete sie in Corvatsch erstmals im Europacup und errang dort den neunten Platz im Slopestyle sowie den achten Platz in der Halfpipe. In den Jahren zuvor ab 2012 nahm sie an der Audi Snowboard Series teil, wobei sie mehrere Podestplatzierungen belegte. Bei den Olympischen Jugend-Winterspielen 2016 in Lillehammer kam sie auf den 13. Platz in der Halfpipe. Ihr Debüt im Snowboard-Weltcup gab sie im Januar 2017 in Laax, wo sie den 49. Platz im Slopestyle belegte. Zwei Monate später wurde sie bei den Juniorenweltmeisterschaften in Špindlerův Mlýn Zehnte im Big Air und Sechste im Slopestyle. In der Saison 2017/18 gewann sie mit vier dritten und zwei zweiten Plätzen sowie einem ersten Platz die Slopestylewertung im Europacup. Bei den Juniorenweltmeisterschaften 2018 in Cardrona errang sie den achten Platz im Big Air und den fünften Platz im Slopestyle. Nachdem sie in der Saison 2020/21 in der Slopestyle-Big-Air-Wertung des Europacups Zweite wurde, kam sie in der Saison 2021/22 im Weltcup mit fünf Top-Zehn-Platzierungen auf den sechsten Platz im Park & Pipe-Weltcup sowie auf den vierten Rang im Slopestyle-Weltcup. Dabei erreichte sie in Špindlerův Mlýn mit Platz drei im Slopestyle ihre erste Podestplatzierung im Weltcup. Beim Saisonhöhepunkt, den Olympischen Winterspielen im Februar 2022 in Peking, belegte sie den 23. Platz im Big Air und den 12. Rang im Slopestyle.

## Weltcup-Gesamtplatzierungen
| Saison  | Park & Pipe | Park & Pipe | Slopestyle | Slopestyle | Big Air | Big Air |
| Saison  | Punkte      | Platz       | Punkte     | Platz      | Punkte  | Platz   |
| ------- | ----------- | ----------- | ---------- | ---------- | ------- | ------- |
| 2018/19 | 670         | 38.         | 380        | 24.        | 290     | 23.     |
| 2019/20 | 390         | 53.         | 280        | 26.        | 110     | 33.     |
| 2020/21 | 14          | 59.         | 14         | 32.        | -       | -       |
| 2021/22 | 226         | 6.          | 197        | 4.         | 29      | 16.     |
| 2022/23 | 126         | 23.         | 32         | 23.        | 94      | 9.      |
| 2023/24 | 46          | 44.         | 46         | 15.        | -       | -       |
| 2024/25 | 180         | 18.         | 96         | 11.        | 100     | 13.     |